# Kristina Winiarski
Kristina Winiarski, född 30 juli 1994 i Stockholm, är en svensk cellist. 
Kristina Winiarski är utbildad på Kungliga Musikhögskolans kammarmusikutbildning på Edsbergs slott i Sollentuna, och erhöll sitt solistdiplom på Malmö musikhögskola för Torleif Thedéen år 2019. Hon har även studerat för Valter Dešpalj på Zagreb Music Academy och är alumn i celloklassen Classe d'excellence de Violoncelle vid Fondation Louis Vuitton i Paris, där hon studerade för cellisten Gautier Capuçon åren 2017–2018.
Winiarski är mottagare av Firmenich Prize från Verbierfestivalen i Schweiz 2018 samt Anders Walls stora musikstipendium år 2019. 
År 2019 vann hon tävlingen "Ung & Lovande" tillsammans med pianisten Pontus Carron. År 2020 var hon finalist i tävlingen Solistpriset och gjorde i samband med debut med Sveriges Radios symfoniorkester. I augusti 2021 debuterar hon med Kungliga Filharmonikerna i Konserthuset Stockholm.

## Priser och utmärkelser
- 2019 - Mottagare av Anders Walls stipendium
- 2019 - Vinnare av svenska kammarmusiktävlingen tävlingen Ung & Lovande
- 2020 – Stiftelsen Saltös Järnåkerstipendium (Stråkstipendiatet)[2]